# Казанская церковь (Дёмино)
Це́рковь Казанской иконы Божией Матери — бывший православный храм в селе Дёмино, Алтайского края, построенный в начале XX века. Была центром церковного прихода православных верующих из таких деревень как Дёмино, Туманово, Александровка, Куевада, Чегон.

## История строительства
Изначально в селе Демино была небольшая церковь. В связи с ростом населения Демино и соседних деревень эта церковь не смогла принимать всех прихожан, и в начале XX века на общем сходе православные верующие Демино решили построить большую церковь. Деньги на постройку и помощь вносили жители Демино, соседних деревень и бийские купцы. Также были задействованы средства деминских купцов Чиркова, Кучковского и Мокина.
Общее руководство строительством церкви взял на себя купец Мокин. За постройку церкви дёминское управление отвело ему 9 тысяч десятин земли в вершине Чегона в вечное пользование.
При строительстве церкви были привлечены лучшие мастера села, плотники и строители, которые уже отличились при строительстве домов, маслозавода, магазина и торговых лавок для купцов. Лес для постройки заготавливался в вершине Чегона, так как там, в большом количестве произрастали кондовые лиственницы. Готовили лес к постройке целых четыре года. Вначале выбрав нужные деревья, пилили их и складывали в ряды для просушки, затем на следующий год шкурили кору и снова складывали в ряды, и лишь на третий год волами и лошадьми вывозили лес в Демино.
Строительство церкви началось в 1905 году. Место под церковь выбрали в центре на возвышенности, чтобы её было видно со всех въездов в село. Проводилась планировка. Вручную перелопатили тонны земли, чтобы сделать место под церковь ровным. В раствор для фундамента добавляли куриные яйца, которые везли обозами со всей округи. Церковь строили по традиции в виде креста, так же выстроили узорчатые купола с колокольней. Крышу здания покрыли тесом, а сверху него наложили красную металлическую жесть. Внутри церковь расписали узорами. Иконостас и стены церкви был украшены иконами. Вокруг церкви были поставлены забор и большие высокие ворота в виде арки.
В Бийске нашли священника, который согласился служить в новой церкви. Ему ниже строящейся церкви построили просторный дом, с талиновой аллеей, террасой и металлической крышей. За священником и его семьей из Дёмино послали 17 конных упряжек. Так священник со своей семьей и имуществом были привезены в Дёмино.
Строительство церкви завершилось в 1907 году. В день открытия съехались люди со всей округи и из Бийска. Также из Бийска была привезена главная икона Казанской Божьей Матери, в честь которой и была названа церковь.

## Архитектурный облик храма
Церковь представляла собой классический образец крестово-купольного храма с одной главой. Северный и южный вход в храм Казанской Божией Матери был оформлен парными разорванными треугольными фронтонами. Нижняя сторона фронтонов разбита полукружиями, напоминающими закомары. Подобный образом оформлен также нижний ярус примыкающей к храму колокольни. Декоративное обрамление было выполнено и по периметру окон храма, над которыми также были устроены треугольные фронтоны. Барабаны куполов церкви и колокольни были украшены столбиками-балясинами, а самим куполам придана форма луковицы. Крыша церкви была покрыта медным листом. Местными иконописцами был расписан интерьер церкви, иконостас заполнили образы с сюжетами на темы библейской истории, как старого, так и нового письма. Храмовая икона Казанской Божией Матери была привезена из Бийска.

## Работа церкви
Освещение церкви во имя Казанской Божией Матери состоялось при большом стечении народа в 1907 году: её прихожанами в то время числились 2 392 человека. Первым предстоятелем храма стал священник из Бийска, для которого рядом с церковью одновременно выстроили дом. После его смерти приход в Дёмино возглавил священник А. М. Зубарев. По его инициативе вскоре при церкви было открыто первое учебное заведение в Дёмино — церковно-приходская школа. Обучали детей грамоте и церковной истории сам священник и Б. Е. Бегичев.

## Закрытие и дальнейшая судьба здания церкви
После подписания Брестского мира в 1918 году некоторые из вернувшихся с Первой мировой войны фронтовиков Демино отказались посещать церковь. Вскоре после установления Советской власти Алексей Зубарев был вынужден бежать из села, так как был одним из активных руководителей эсеров в Куяганской и Черноануйской волостях. В его доме была открыта школа, а затем — клуб.
Церковь продолжала работу до Великой Отечественной войны. В 1930-х годах в церкви крестили детей и проводили церковные обряды. Лишь в конце 60-х годов в здании открыли школу, для чего разобрали купола, а на их месте соорудили второй этаж. С левой стороны была сделана пристройка, на первом этаже которой разместился спортзал. Купола разрушали долго, а для пристройки местами ломали фундамент, но ломами это сделать не удалось. Вскоре в Демино выстроили новую школу, а здание переоборудовали под Дом культуры, где располагались кино, библиотека, гостиница. После распада СССР здание постепенно начало приходить в опустение и в середине 1990-х годов оказалось совсем заброшено вследствие больших затрат на отопление.
С 2009 года шел вопрос о восстановлении церкви. Комиссия провела работу и признала, что строительство невыгодно из-за низкой численности современного населения села. Всего в этом году в селе проживало 229 человек, тогда когда церковь работала население только Дёмино насчитывало 1700 человек, без учёта населения дёминских выселков с которыми число прихожан достигало более 2000 человек.